# Native Tongues Posse
Native Tongues Posse ist die Bezeichnung für einen losen Zusammenschluss (Posse) von Hip-Hop-Gruppen, die ab dem Ende der 1980er Jahre in New York City aktiv waren. Die Blütezeit der Native Tongues endete Mitte der 1990er.

## Geschichte
Dazu gezählt werden üblicherweise die Gründungsmitglieder Jungle Brothers, Queen Latifah, A Tribe Called Quest, Black Sheep, De La Soul, Brand Nubian/Grand Puba, Monie Love und Black Star. Auch die Band Da Bush Babees und die Leaders of the New School standen der Posse nahe.
Kennzeichnend für diesen Zusammenschluss war, ein politisches Bewusstsein in der afroamerikanischen Gesellschaft und im Hip-Hop zu verbreiten, das sich auch auf den (afroamerikanischen) Mittelstand ausweiten sollte. Da bisher die Musik des Hip-Hop eher für sozial benachteiligte Gesellschaftsteile produziert worden war (z. B. wachsende Dominanz des sog. Gangsta-Rap zu Beginn der 90er), herrschten hier intellektuellere Inhalte vor, die von der Mittelstandsgesellschaft zwar begrüßt wurden, von den Ghettos und der Straße jedoch zu weit entfernt lagen, um dort Anklang finden zu können. 
Veröffentlichungen dieser Gruppen zeichneten sich üblicherweise durch sehr experimentelle Sounds und intellektuelle Texte aus, die im Gegensatz zum dominanten Gangsta-Rap standen.

## Belege
1. ↑  Mickey Hess (Hrsg.): Icons of hip hop: an encyclopedia of the movement, music, and culture. Greenwood Press, Westport 2007.